# Oblaček Postopaček
Oblaček Postopaček je naslovni lik slovenske glasbene pravljice, delo Janeza Bitenca. 

## O pravljici
Pravljica je prvič izšla leta 1995 pri založbi Obzorja, drugo izdajo pa je doživela leta 2007 pri isti založbi. Tako prvo kot drugo izdajo je ilustrirala Mojca Cerjak. Zgodba je izšla tudi na neknjižnem mediju in sicer na avdio kaseti leta 1995 založba Obzorja. 

### Analiza
Pripovedovalec je vsevedni. Dogajalni čas in prostor sta postavljena v sedanjost, in sicer v sedanjost na nebu, kar zgodbi dodaja pravljičnost in fantastičnost. Čas dogajanja obsega en dan (od večera do večera), dogajalni prostor pa je različen. Pripoved se začne in konča na istem mestu – kjer je oblaček pobral in kasneje odložil zvezdice. Med samo zgodbo pa je dogajalni prostor različen: pri luni, na Zemlji, v zabavišču (baletna predstava, slikarska delavnica, zabavišče, pravljična soba), spet pri luni ter pri Maji in babici. Teme književnega dela so: otroška radovednost, ustvarjalnost, igra, petje in čudenje nad svetom. Književnih oseb je več. Na začetku zasledimo srebrno meglico, nato tri zvezdice, oblačka, tri zvezdoglede, luno, zvezdico Majo, zvezdo slikarko in zvezdo pravljičarko oz. babico. Razen Maje in zvezdic so vse ostale osebe liki odraslih ljudi, ki otroke ne ovirajo, jim ne moralizirajo temveč so na njihovi strani, spodbujajo njihovo ustvarjalnost in jim razkazujejo svet onkraj domačih meja. Moralnega nauka torej ni, saj so tako pisec kot posledično njegovi ostali liki na strani otrok. 

### Glasbena pravljica
Glasbena pravljica je posebna vrsta pravljice, ki poleg tega, da se otrok ob njej nauči peti pesem, vsebuje še prvine literarne zvrsti. Pripoved vsebuje glasbo, ritem, ponavljanje besed in zvočnost jezika. Namenjena je predvsem veselju nad drobnimi dogodki in petju pesmic, ki kot rdeča nit povezujejo besedilo med seboj. Pesem se lahko večkrat ponovi, na koncu pa je tudi zapisana z notami (Saksida, 1998).

## Predstavitev lika
Oblaček Postopaček je osrednji lik zgodbe, oblak bele barve. Kot pove že njegovo ime, postopa in pohaja po nebu. Njegove prave vloge tako ne izvemo. Malim radovednicam razloži, kakšna je njihova naloga oz. kakšno vlogo imajo na nebu ter potrpežljivo odgovarja na njihova vprašanja. Je milo in prisrčno nebesno bitje, ki  nebogljenim zvezdicam razkaže čuda neba, se pravi, da je nekakšen nebesni vodič. Zvezdice mu zaupajo brez obotavljanja. Lahko sklepamo, da je oblaček lik odraslega, po drugi strani pa lahko njegova pomanjševalnica (oblak – oblaček) nakazuje lik, ki je mlajši v razvoju, nekje med otrokom in odraslim, a se že bolj nagiba k slednjemu. Je kot starejši brat. Ve, kje je za zvezdivce kaj zanimivega za videti in sam določi pot potovanja, saj one neba še ne poznajo. Rad ima otroke in spodbuja njihovo ustvarjalnost - med jadranjem s petjem pesmic, v zabavišču pa z raznimi prireditvami. Ker  se zvezdice tako navdušijo nad baletom, jih  komaj spravi iz dvorane. Pusti jih, da se naigrajo na toboganu in vrtiljaku, da sodelujejo na srečelovu, vsaki kupi tudi turški med, da se še malo posladkajo. Ko izve, da je izgubljena zvezdica na luninem žarku vnukinja pravljičarke, oblaček zvezdi takoj ponudi pomoč in jo gre iskat. Je ustrežljiv in pripravljen pomagati v različnih situacijah. Skupaj se veselijo ponovnega snidenja. Ob slovesu od malih radovednic mu je kar malo hudo, saj so mu zelo prirasle k srcu. In verjetno jih je prav kmalu spet obiskal in popeljal po nebu. 

## Primerjava z drugimi literarnimi liki
V otroški reviji Ciciban se je leta 1993 pojavil članek pisateljice Berte Golob z naslovom Oblaček Postopaček. Zgodbico je z ilustracijo dopolnil Dušan Kastelic. Ta literarni lik je nasprotje Bitenčevemu oblačku, skupno imata le to lastnost, da oba rada pohajata po nebu – pri Bitencu ponoči in pri Golobovi podnevi. Oblaček je bil po mnenju drugih, starejših in odraslih oblakov le za zgago, saj se mu ni ljubilo delati in je raje pohajal. Bil je svojeglav in nezanesljiv pri skupinskih opravilih. Svoje početje je opravičeval z izgovorom. Toda ko je opazil starko, ki se je mučila z nošnjo škropilnice, se je ožel in ji olajšal delo. S tem se je pokazala njegova dobra in prijazna stran, ki je pripravljena pomagati ljudem v stiski. 

## Simbolizem
Pri beli barvi izstopa simbolika čistosti, svetosti, duhovnosti, nedolžnosti, miru. Lahko je barva začetka in konca. Predstavlja čisto zavest in pošten značaj. Simbolizira  nedolžnost, prav tako je barva novincev oziroma novokrščencev. Simbolika seksualne nedolžnosti se kaže v navadi, da se bela oblačila nosijo pri svetem obhajilu, birmi in na poroki (Tresidder, 2004). 